# Micropterix amasiella
Micropterix amasiella là một loài bướm đêm thuộc họ Micropterigidae. Nó được Staudinger mô tả năm 1880. Loài này có ở Thổ Nhĩ Kỳ.